# Призма (оптика)
Вижте пояснителната страница за други значения на призма.
Оптическата призма е прозрачен оптичен елемент с плоски, полирани страни, които пречупват светлината. Минимум две от повърхностите на призмата трябва да се намират под определен ъгъл една спрямо друга. Точният ъгъл зависи от приложението. Призмите се правят от материал, който е прозрачен за дължината на вълната, за която са създадени. Обикновено това е стъкло, пластмаса, флуорит и други.
Призмата се използва за разделяне на бялата светлина на нейните съставни цветове.

## Начин на работа
Светлината променя скоростта си при преминаването си от една оптическа среда в друга (както при преминаването от въздуха в стъклото на призмата). Тази промяна на скоростта води до пречупване на светлината и до влизането ѝ в новата оптическа среда под различен ъгъл спрямо ъгъла на падане съгласно принципа на Хюйгенс-Френел. Степента на пречупване на светлината зависи от ъгъла на падане към повърхността на призмата и показателите на пречупване на двете среди. Показателите на пречупване на много материали като стъклото зависят от дължината на вълната (цвета) на светлинния лъч. Това явление е известно като дисперсия. Това води до различни ъгли на влизане и излизане от призмата за различните дължини на светлината, което води да разделяне на различните цветове на бялата светлина и получаване на дъга.
Призмите се използват и за вътрешно отражение върху повърхностите вместо за диспергиране. При падане на светлината върху една от повърхностите на призмата под достатъчно малък ъгъл се получава пълно вътрешно отражение и цялата светлина се отразява. Това позволява използването на призмите за огледала.

## Видове призми

### Дисперсионни призми
Дисперсионните призми се използват в спектралните прибори за разделяне на светлинните излъчвания на различни дължини.

### Отражателни призми
Отражателните призми се използват за изменение посоката на лъчите, за изменение на направлението на оптичната ос, за намаляване на габаритните размери на оптическите прибори. Те се класифицират по няколко признака.
- Брой на отраженията в призмата
- Наличието на отразяващи слоеве
- Характера на конструкцията на призмата

### Поляризационни призми
Оптичните призми се използват за получаване на поляризирана светлина. Подобен поляризатор се състои от две или повече долепени триъгълни призми, като на тяхната граница условията за преминаване на оптичните лъчи с ортогонална поляризация рязко се различават. При това или двете компоненти с дадена поляризация се разделят пространствено (двулъчев поляризатор) (например призма на Уоластън), или едната компонента изпитва пълно вътрешно отражение и не преминава, а от призмата излиза другата поляризирана компонента.